# Les Cavaliers du ciel
 (février 2012).
Si vous disposez d'ouvrages ou d'articles de référence ou si vous connaissez des sites web de qualité traitant du thème abordé ici, merci de compléter l'article en donnant les références utiles à sa vérifiabilité et en les liant à la section « Notes et références ».
Les Cavaliers du ciel est la huitième histoire de la série Les Tuniques bleues de Lambil et Raoul Cauvin. Elle est publiée pour la première fois du no 1940 au no 1952 du journal Spirou, puis en album en 1976.

## Résumé
La énième charge du capitaine Stark a décimé tout ce qu'il restait de la cavalerie nordiste. Les deux cavaliers survivants sont Blutch et Chesterfield, la chance de Stark l'ayant conduit aux mains de l'ennemi. Sans cavalerie, les forces de l'Union sont affaiblies et risquent d'être surprises par la cavalerie Sudiste.
Le colonel Argusson décide, avec son état-major, d'utiliser une montgolfière pour survoler le champ de bataille, et ainsi observer les mouvements des forces ennemies. Par cette méthode, les officiers supérieurs espèrent pouvoir empêcher la cavalerie ennemie de les prendre à revers.
Dans le camp sudiste, le capitaine Stark provoque l'exaspération des officiers chargés de l'interroger, répondant à toutes les questions en hurlant des ordres de charge. Pendant ce temps, la technique du ballon fait ses preuves, les Nordistes parvenant à empêcher la cavalerie sudiste de prendre à revers leur artillerie. Exaspérés, les Sudistes tentent alors de détruire le ballon. Ne pouvant l'atteindre avec leurs canons, ils envoient un commando qui parvient difficilement à couper la corde retenant le ballon. 
Mais les deux observateurs piégés dessus, qui ne sont autre que Chesterfield et Blutch réaffectés, apprennent à se servir de la montgolfière pour redescendre.
Une fois la montgolfière réparée, les deux anciens cavaliers ont l'idée de survoler le campement des Sudistes pendant la nuit pour pouvoir récupérer le capitaine Stark. Après l'avoir sauvé, leur ballon est crevé par l'artillerie sudiste. La montgolfière s'écrase alors et Blutch, Chesterfield et Stark réussissent de justesse à retourner au camp nordiste, au prix de graves blessures.

## Personnages
- Sergent Chesterfield : on commence à voir surgir dans cet album quelque chose de récurrent dans l'œuvre : ce sont les habituelles charges de cavalerie auxquelles Chesterfield constate, impuissant, que Blutch refuse d'y participer. Comme bien souvent, c'est lui qui a l'attitude la plus respectable, et c'est pourtant lui qui attire la foudre des officiers. C'est ainsi qu'il finit aux arrêts après avoir suggéré à ses supérieurs que la montée dans le ballon était sans danger, et que la nacelle du ballon, sous le poids des trois officiers, s'est brisée... Chesterfield fait néanmoins dans cet album preuve de courage en s'infiltrant seul dans le camp sudiste, et parvient à réussir avec brio sa mission, malgré un résultat final qui se conclura par un crash du ballon sur un officier.
- Caporal Blutch : on peut dire que cet album annonce les prémices de la fameuse technique de Blutch pour éviter de charger. Elle repose sur son cheval, Arabesque, qui s'effondre dès qu'elle entend le mot "Chargez". Ici, le nom du cheval de Blutch n'est pas précisé, mais on se doute bien qu'il s'agit d'Arabesque, puisque la bête en question fait mine de s'effondrer lors d'une charge.
- Capitaine Stark : le côté fanatique de Stark est poussé à l'extrême ici, puisqu'il lui suffit de seulement deux cavaliers pour charger l'armée sudiste. Il est dans cet album fidèle à lui-même. Même capturé, il ne peut s'empêcher de crier "Chargez" dès qu'on lui en laisse l'occasion. On sent bien à travers l'argumentation qu'utilise Chesterfield pour convaincre Stark de le suivre que ce dernier n'est pas dans l'armée nordiste par idéologie, mais tout simplement pour avoir le plaisir de charger et de sentir ses camarades tomber autour de lui. Quoi qu'il en soit, sa capture par l'armée sudiste tend à atténuer sa chance légendaire, qui lui permet de toujours revenir au camp en un seul morceau, même si le reste de sa cavalerie a été décimée.

## Contexte historique
La montgolfière a réellement été utilisée par les forces de l'Union durant la Guerre de Sécession. C'est un ingénieur, Thaddeus Lowe, qui proposa d'abord l'idée aux confédérés qui refusèrent. Mais c'est Salmon Chase qui, avec le Président Abraham Lincoln, organisa une réunion pour présenter sa montgolfière. Il mit à profit le ballon des frères Montgolfier afin de mettre en place des postes d'observation aériens. 
Après plusieurs essais, l'armée avait créé en 1861 une unité de reconnaissance et de cartographie composée d'officiers et se fondant sur l'utilisation de la montgolfière. En effet, cette dernière permettait d'utiliser le ciel à des fins de reconnaissance lors de la guerre.
Elle était utilisée pour observer les ennemis, les Sudistes, et pour éviter que les canons les atteignent.

Le scénario de cet album s'inspire donc de faits réels et avérés mais c'est une bande dessinée et les faits racontés ne se sont pas forcement réellement passés.

## Source
1. 1 2  Article sur l'utilisation de la montgolfière durant la Guerre de Sécession